# 午夜深游
《午夜深游》（英語：The Midnight Swim）是一部2014年懸疑電影，由莎拉·亞丁納·史密斯首次執導。主演是琳賽·伯爾奇、珍妮佛·拉夫勒和雅莉莎·帕拉狄諾，飾演三位同母異父的姐妹試圖處理好他們失蹤母親的事件。本片於2014年7月27日在奇幻電影節上進行世界首映。
本片在2015年6月26日由Candy Factory Films公司負責有限上映，以及進行自選影像。

## 演員
- 琳賽·伯爾奇（英语：Lindsay Burdge） 飾 June
- 珍妮佛·拉夫勒（英语：Jennifer Lafleur） 飾 Annie
- 雅莉莎·帕拉狄諾 飾 Isa
- 貝絲·格蘭特（英语：Beth Grant） 飾 Amelia Brooks
- 羅斯·帕崔吉（英语：Ross Partridge） 飾 Josh
- Michelle Hutchison 飾 Realtor
- Shirley Venard 飾 Maggie Helms
- Kaya Sakrak 飾 父親
- 特拉茜·丁維迪（英语：Traci Dinwiddie） 飾 母親
- Ebru Caparti 飾 Auntie

## 外部連結
- 官方网站
- 互联网电影数据库（IMDb）上《午夜深游》的资料（英文）